# 黒江透修
黒江 透修（くろえ ゆきのぶ、1938年12月12日 - ）は、鹿児島県姶良郡姶良町（現・姶良市）出身（台湾台北市生まれ）の元プロ野球選手（内野手）・コーチ・監督、解説者・評論家。旧名は幸弘。

## 経歴

### プロ入りまで
父親は海軍軍人で、香港に移住後に除隊となってから、軍需品を扱う仕事をしていた。幼少期は裕福であったが、終戦を機に財産を消失して貧しくなる。1946年、両親の故郷である鹿児島市に引き揚げ、父親は精米所の経営を始めた。
黒江は8人兄弟の三男で、4人の男兄弟の中で最も運動神経に優れており、小学校3年生の時に野球を始める。両親は黒江をプロ野球選手にしたいとの夢を抱いており、『野球界』などの野球雑誌を買い与えられたほか、食事の際にも肉を兄弟の中で一番多く出されるなど、優遇されていたという。この頃の憧れの野球チームは、六大学野球の早稲田大学と、プロ野球の巨人であった。
黒江は幼い頃から家業の精米所をよく手伝っていたが、小学校5年の時に精米機のローラーの中に指が巻き込まれる。引き抜くと、血だらけの右手人さし指は第1関節から先が無くなっていた。戦後間もない頃で近くには大きな病院も無く、町医者で応急手当てをした程度であった。黒江は「もう野球はできない」と観念したが、爪の根本がほんの少し残っていたため、そのうちにほとんどなかった爪が伸びてきた。野球は諦めずに済んだが、そこからが大変であった。キャッチボールの時に球をリリースする際、人さし指の先に縫い目が引っかかってすぐに腫れ上がり、血が噴き出した。
鹿児島高校進学後は打撃投手を命じられたが、あちこちから「ボールに血が付いているぞ。誰だ?」という声が上がったために恐る恐る手を挙げると、「もうお前は投げなくていい」と言われて失格となった。その後は皮膚を強くするため、暇さえあれば机に指先をトントンと叩き付け、寝ても天井に向かってボールを投げ続けた。肩の強さには自信があったため、通常、人さし指と中指の2本でリリースするところを薬指を加えた3本の指で押し出すようにリリースする独自の投げ方をマスターする。その影響で送球がクセ球になり、ややシュート気味の変化球のようになり一塁手をはじめ他の野手がキャッチしにくくなることを守備面で大きなネックとしていたが、巨人入団後は藤田元司コーチと座布団にボールをぶつけるという特訓でクセのない送球を出来るようになった。高校卒業間近に父がやっていた穀物精製工場が倒産し、大学進学を断念。
卒業後は入団テストを経て、1957年に杵島炭鉱へ入社。しかし入社して半年後に業績不振によって野球部が解散となり、同年11月に招かれて日炭高松へ移籍。そこで深見安博監督、八浪知行コーチから指導を受ける。1959年に都市対抗に初出場、また2年連続で九州社会人野球大会で首位打者となった。この時に後に妻となる良枝と知り合い、二人は結婚を考えたが、月給は1万6500円で、家賃が6000円、交通費2000円、光熱費・衣服費・雑費が3000円で、手元に残るのが食費を含めて5500円であった。両家ともに結婚に反対したが、この頃に信者であった立正佼成会の「佼成球団」から移籍話があった。九州での野球生活に限界を感じたのを機に1960年の秋、二人は駆け落ち同然に上京。月給は1万8500円になったが、新居は3畳1間のアパートで、良枝は朝から袋張りの内職で家計を助けた。こんな背景から黒江は目の色を変えて野球に取り組み、1964年の都市対抗では熊谷組の補強選手として出場し、準決勝に進むが電電東京に敗退。3番打者として8打席連続安打の新記録を達成し、2本塁打を含む18打数13安打・打率.667で首位打者となり、1試合5盗塁を記録して大会初の特別賞を獲得。佼成球団のチームメイトには小川健太郎、金博昭らがいた。

### 現役時代
プロのスカウトから注目を集めるようになり、大会期間中に1000万円で契約し、終了後の8月5日に読売ジャイアンツへ入団。2年目の1965年、イースタン・リーグの首位打者を獲得。春のオープン戦の広島から東京へ戻る寝台特急の車中にて、正遊撃手の広岡達朗に「どうしてオレはレギュラーとして使ってもらえないのですか」と頭を下げる。広岡は黒江のこの行動に困惑しつつも「オマエの守備では首脳陣は怖くて使えないよ」と述べて黒江の守備の欠点を具体的に指摘し、これ以後、広岡から宿舎などで指導を受けることになる。同年秋の宮崎キャンプは宿舎が日向灘に注ぐ大淀川沿いにある江南荘で、広岡と同室となった。部屋にはONをはじめ、そうそうたる顔ぶれが訪ねてくるが、黒江が客人に都城茶をいれたとき、1階の6畳間に広岡の怒号が響いた。広岡は「急須から湯飲みに注ぐ最後の一滴においしさが凝縮されている。しっかりと注ぎ切らないと急須の中で茶葉が開いて渋みが出て、2煎目以降がおいしくなくなる。」と説き、黒江は後に「お茶を丁寧に入れることが、ひいては堅実な守備にもつながるということを言いたかったのだろう」と振り返っている。捕手の森昌彦が守備でフォーメーションのサイン出すと長嶋茂雄がわかったのか、わかっていないのか、受け取りがどっちと言う希薄だった。それを手助けしたのが黒江で森がサインを出すと長嶋に「次はこうですよ」と伝えていた。
一軍でも3年目の1966年に頭角を表し、首位を争う中日戦で小川から三塁打を放って川上哲治監督から信頼を得る。1年目が.163、2年目が.172。3年目の同年に.244とようやく打率を2割台に乗せた。いつクビを宣言されても文句がいえない成績であったが、妻の良枝に長女の伸子、長男の章哲の3人の扶養家族を守らなくてはいけないため、「打球が捕れなくても、体に当てて前に落とせばアウトにできる。打席に入れば、死球でも塁に出てやる。」の心構えでプレー。同年7月20日の中日戦（後楽園）の7回裏に巨人ベンチは意表を突くスクイズのサインを出したが、バントが投手の真正面をついてバックホーム。球が木俣達彦のミットに入った時、三塁走者の黒江はまだ本塁の3m手前でどうみてもアウトであったが、黒江は木俣に体当たり。後ろへすっ飛んだ木俣のミットからは球がグラウンドにこぼれており、怒った西沢道夫監督が脱兎のごとくベンチを飛び出すと「ラフプレーだ!」と審判団に猛抗議。結果は覆らなかったが、試合は9分間も中断した。黒江のなりふり構わないプレーに、後日、川上は「思わずジーンときたよ」と明かした。同年は土井正三が正二塁手に定着し、5月に広岡が足の故障で戦列を離れたため、空いた遊撃手の座を千田啓介と争う。前半戦は千田がリードしたが、後半戦に入り定位置を奪った。同年の南海との日本シリーズでは全6戦に先発出場。
1967年には129試合に出場して打率.278（14位）を残し、レギュラーに定着。同年には鹿児島県人が多い大相撲の井筒部屋で自主トレを行ったことがあり、当時現役であった鶴ヶ嶺の下、黒江がテッポウをした。阪急との日本シリーズも全6戦に先発出場し、23打数7安打1打点と活躍。1968年には遊撃手でベストナインに選出され、1969年には全130試合に出場して自己最高でリーグ6位の打率.293を記録。阪急との日本シリーズでは11月2日の第6戦（西宮）で本塁打を含む4安打を放ち、V5に貢献。1971年からは二塁手も兼ねて1973年まで毎年ほぼフル出場し、打率.270前後とコンスタントな成績を残した。1972年から1974年の3年間は巨人とセ・リーグ選手会の会長を兼務し、年金問題、オールスター・日本シリーズの出場給アップなど選手の待遇改善に取り組む 。当時の手当は20年来変わっていないひどいもので、球宴の日当は1000円、出場給は1試合1万円。3試合で3万数千円しか貰えない計算で華やかなオールスターに出ても「足が出る」と選手はぼやいていたが、黒江は顧問弁護士を雇い、銀行にも足繁く通って改革に取り組む。その甲斐あって、オールスターの出場給は1万円から3万円、そして10万円まで引き上げることができた。選手らには感謝され、球団や川上も当初は理解してくれたが、次第に周囲の空気が変わって反応は冷たくなっていき、経営者側から黒江は煙たい存在になっていた。35歳で迎えた1974年は河埜和正に遊撃手を明け渡したが、現役引退を意識しながら、まだまだできるという自信があった。オフになっても球団から契約更新の話はなかったが、そのうちに太平洋から「コーチ兼任で」とトレードの打診があった。新天地でプレーすることも考えていた矢先、太平洋から「この話はなかったことに」と連絡が入った。黒江の熱心な活動を伝え聞いた太平洋のフロントが、「黒江が来たら、とんでもないことになる」と警戒して白紙に戻した。シーズン中の試合の無い日は弁護士、銀行との折衝に追われ、練習量が落ちた。懸命に選手の待遇改善に努めたことで、巨人はじめ各球団から疎まれた。黒江は翌年も現役を続行するつもりであったが、この年限りで現役を引退し監督に就任した長嶋から球団の戦力構想から外されていると告げられる。同じ年に引退した長嶋茂雄のような引退セレモニーはなく、シーズン終了後の11月30日に現役を引退。静かに現役生活に別れを告げたが、黒江はV9の功労もあって巨人にはコーチで残れると思っていた。球団は了承せず、練馬区に新築の一軒家を月30万円のローンを組んで建てたばかりの黒江に追い打ちがかけられた。黒江は「コーチでもいいからあなたに協力したい」と長嶋に訴え、新監督に就任した長嶋が球団に掛け合い、何とかコーチ職を手にしたが、試合中はベンチに入れない「一軍内野守備コーチ補佐」の肩書であった。「補佐」というだけあって、月給は選手時代の90万円から30万円に大きくダウン。ローンを見直し、生活を切り詰め、何とかやりくりした。

### 引退後

#### 巨人コーチ時代
引退後は巨人で一軍守備・走塁コーチ補佐（1975年）→一軍守備・走塁コーチ（1976年 - 1978年）を務め、1976年・1977年のリーグ2連覇に貢献したが、優勝を逃した1978年限りで球団から解任された。黒江はこの時、長嶋に電話で「ミスター、アンタが俺のことを本当の片腕だと思っていてくれるなら、なぜ球団に解任を許したのだ。守ってくれるのが本当だろう。それができないならアンタも辞めるべきだ」と訴えたと明らかにしている。
監督になってからも長嶋はサインを忘れてしまうのか、明らかにエンドランの場面でスクイズの指示を出したりしていた。一塁走者の柴田勲に大きなジェスチャー付きで「走れ」と指示を出すこともあり、盗塁が失敗すれば、「クロちゃん、サインがバレてるんじゃないのか」と来た。1回無死一、三塁の場面で前進守備を指示することもあったが、大量失点を防ぐためダブルプレー狙いの中間守備が定石であり、指摘すれば「そんなの分かっているよ」の繰り返しであった。長嶋には言っただけでは伝わらないことを痛感した黒江が最後にとったのは、文章で伝える方法であった。守備シフトのことなど「この場面では、こういう理由で、こういう作戦があったのでは」と、できるだけ具体的に紙に書いて渡すことにした。そうすると、長嶋は「そうだよ、クロちゃん。その通りだな」と理解してくれた。
巨人退団後は日本テレビ・ラジオ関東解説者、日刊スポーツ評論家（1979年 - 1980年）として活動した。

#### 中日コーチ時代
1980年11月、新監督に就任した近藤貞雄の意向で中日一軍打撃・守備コーチに就任。これは、近藤の「牧野（茂）、そして杉下（茂）と、過去に中日はOBをコーチとして巨人にさらわれた。今度はその逆をやりたい」との意向によるものであった。近藤は黒江について「有能な反面、言いたいことをストレートに口に出して煙たがれるタイプで、そのあたりをフロントの誰かに疎まれたのか、浪々の身だった。人間が仕事上での不平不満を、酒場などで愚痴るのはサラリーマンの世界でもよくあることで、グラウンドで期待してくれれば問題はないと考えたから、コーチとしての彼の能力のみを買って、黒江を自分のチームに迎え入れた」とし、「結果は成功で、1982年のリーグ優勝は、球界でのキャリアは長かったとはいえ（監督としては）新米で、ともすれば作戦や用兵で独断専行に陥る危険性があった僕を、投手コーチだった権藤、作戦コーチだったジム・マーシャルらと共に助けてくれた。」と感謝している。
1982年の最終戦（大洋戦）にて、首位打者のタイトル争いでトップにいる大洋の長崎啓二を僅少差で追いかけていたチームメイトの田尾安志が敬遠攻めに遭い、絶対に当たらない敬遠球に対して抗議の意味で空振りを2球続けたあと、黒江が三塁コーチボックスから飛び出し「俺たちはお前が首位打者だと思っているから馬鹿な真似はよせ」と田尾をなだめたという。

#### 西武コーチ時代
1984年、広岡が一軍監督を務めていた西武の二軍総合コーチに就任。当時、一軍の主力選手は田淵幸一・山崎裕之らベテランが主体で数年後には衰えると見越して、二軍に数多くいる若手選手を指導して数年後に彼らと共に一軍に上がって欲しいという広岡の要望によるものであった。同年限りで田淵・山崎が引退し、リーグ3連覇を逃したチームは若返りを目指すため、1985年は前年退団した森昌彦に替わる参謀役として一軍総合コーチを務めた。10月には広岡が痛風で欠場したため、監督代行を務めた。10月11日の近鉄戦（藤井寺）で西武のリーグ優勝が決定し、試合終了後に胴上げされた。大阪府内で優勝祝賀パーティーをしたが、ビールかけはせず、帰京して広岡が復帰後、ビールかけを西武球場内で行った。広岡から森への監督交代と同時期の11月28日に退団が発表された。
退団後はテレビ東京・文化放送解説者・東京中日スポーツ評論家（1986年 - 1989年）を務め、解説業の傍らで少年野球の指導も行う。その後は西武に復帰し、ヘッドコーチ（1990年 - 1991年）→一軍ヘッド兼打撃コーチ（1992年 - 1993年）→二軍監督（1994年）を務めた。選手たちに自分の打撃を押し付ける指導方法であった清原和博らと合わなかった。
2度目の西武退団後は、テレビ朝日・文化放送解説者・東京中日スポーツ評論家（1995年）として活動した。

#### ロッテ二軍監督時代
1995年10月22日、ゼネラル・マネージャーの広岡に誘われ、千葉ロッテマリーンズ二軍監督に就任。在任中はあまりうるさいことを言うタイプではなく、選手をのびのびプレーさせた。アメリカ帰りの遠山昭治（当時、野手に転向していた）にクリーンアップを任せ、遠山はイースタン・リーグで同年の最多安打を記録している。1996年にはイースタン・リーグ優勝に導いたが、広岡が同年限りで解任され、黒江も同年限りで退団した。
1997年はNHK-BS1解説者・東京中日スポーツ評論家を務めた。

#### ダイエーコーチ時代
1997年10月24日、巨人時代の同僚で監督を務めていた王貞治からの要請で、ダイエーの一軍助監督兼打撃コーチに就任。会見で「ワンちゃんを男にする」とコメントし、早速背広姿のまま、秋季キャンプ中のグラウンドで選手たちに挨拶を行ったが、熱弁の余り2度にわたって差し歯が飛ぶというハプニングがあった。1999年にダイエー球団として初優勝、日本一を達成。連覇を目指していた2000年の春季キャンプでは、朝の声出しで「V2を是非達成してほしい。そしてその暁には、冥土の土産に胴上げをお願いします!」と叫び、チームはその言葉通りに連覇を達成した。リーグ優勝を達成した際には、監督の王に続いて胴上げされた。また優勝祝賀会のスピーチの際には城島健司ら主力選手から「冥土の土産!」と野次を飛ばされた。「ON対決」と銘打たれた日本シリーズ終了後の2000年10月29日に退任。

#### 横浜コーチ時代
2000年11月6日、西武時代にコンビを組んだ森が監督に就任したのを機に、横浜ヘッドコーチに就任。森とは2度目のコンビ結成となり、チームカラーにちなんで白髪をブルーに染めたことがある。2002年は一軍ヘッド兼打撃コーチに肩書が変更されたが、開幕からチームは最下位に低迷し、シーズン途中の同年9月26日に森が休養（事実上の解任）となると、黒江が監督代行として、最終戦まで指揮を執ることが発表された。同年10月15日に退団が発表された。
2003年から2007年まで東海ラジオ・J SPORTS（主に西武、ロッテの本拠地ゲームの試合）野球解説者、東京中日スポーツ野球評論家を務めた。

#### 埼玉西武コーチ時代
2007年10月10日、球団主導の人事で埼玉西武ヘッドコーチに復帰した。紫色のヘアカラーがトレードマークの名物参謀として、チームはリーグ優勝・日本一したが、監督の渡辺がミスを責めない伸び伸び野球を推進し、根本的にチーム方針と合わなかった。意見の食い違いから、首脳陣で衝突する場面もあり、次第に孤立する存在になっていた。若返ったコーチ陣のお目付け役として入閣したが、機能しきれず、黄金期を知り、昔ながらの厳しさを求める指導スタイルが、新チームではマッチしなかった。渡辺の要請で打撃コーチ就任した大久保博元ともソリが合わなかった。複数の関係者に辞意を漏らしており、2008年11月17日に退団が発表された。
2009年からはJ SPORTS（ロッテ戦、同年のみ）・東京中日スポーツ（2019年まで）・サンケイスポーツ（2020年から）の解説者、評論家を務めている。
2009年4月から全国野球振興会（日本プロ野球OBクラブ）の新理事長に就任し2年間務め、2011年3月18日に再任されたが、その2か月後の5月16日の理事会で森徹に理事長職を譲った。ただし黒江本人は「事実無根で理不尽な理由」により理事長を解任されたと主張しており、2011年12月には同会の元事務局長らに対する損害賠償請求訴訟を起こしている。

## 詳細情報

### 年度別打撃成績
| 年 度      | 球 団      | 試 合 | 打 席 | 打 数 | 得 点 | 安 打 | 二 塁 打 | 三 塁 打 | 本 塁 打 | 塁 打 | 打 点 | 盗 塁 | 盗 塁 死 | 犠 打 | 犠 飛 | 四 球 | 敬 遠 | 死 球 | 三 振 | 併 殺 打 | 打 率 | 出 塁 率 | 長 打 率 | O P S |
| ---------- | ---------- | ----- | ----- | ----- | ----- | ----- | -------- | -------- | -------- | ----- | ----- | ----- | -------- | ----- | ----- | ----- | ----- | ----- | ----- | -------- | ----- | -------- | -------- | ----- |
| 1964       | 巨人       | 26    | 49    | 43    | 7     | 7     | 0        | 0        | 0        | 7     | 1     | 2     | 4        | 1     | 0     | 3     | 0     | 2     | 7     | 0        | .163  | .250     | .163     | .413  |
| 1965       | 巨人       | 61    | 70    | 64    | 15    | 11    | 2        | 0        | 0        | 13    | 0     | 11    | 6        | 0     | 0     | 6     | 0     | 0     | 7     | 1        | .172  | .243     | .203     | .446  |
| 1966       | 巨人       | 91    | 289   | 262   | 44    | 64    | 10       | 3        | 2        | 86    | 17    | 21    | 7        | 1     | 1     | 21    | 1     | 4     | 35    | 4        | .244  | .309     | .328     | .637  |
| 1967       | 巨人       | 129   | 480   | 424   | 59    | 118   | 21       | 4        | 9        | 174   | 49    | 10    | 8        | 7     | 1     | 40    | 0     | 8     | 51    | 4        | .278  | .351     | .410     | .761  |
| 1968       | 巨人       | 129   | 475   | 423   | 66    | 120   | 15       | 5        | 7        | 166   | 37    | 16    | 8        | 6     | 3     | 35    | 2     | 8     | 45    | 9        | .284  | .348     | .392     | .740  |
| 1969       | 巨人       | 130   | 530   | 481   | 64    | 141   | 16       | 2        | 7        | 182   | 63    | 8     | 4        | 7     | 5     | 34    | 0     | 3     | 56    | 13       | .293  | .340     | .378     | .719  |
| 1970       | 巨人       | 123   | 445   | 405   | 50    | 103   | 21       | 3        | 10       | 160   | 48    | 7     | 4        | 14    | 3     | 21    | 0     | 1     | 40    | 7        | .254  | .291     | .395     | .686  |
| 1971       | 巨人       | 124   | 456   | 407   | 54    | 113   | 20       | 3        | 6        | 157   | 42    | 22    | 3        | 6     | 5     | 30    | 0     | 8     | 27    | 8        | .278  | .336     | .386     | .721  |
| 1972       | 巨人       | 127   | 497   | 451   | 40    | 124   | 14       | 0        | 7        | 159   | 52    | 16    | 2        | 8     | 6     | 25    | 1     | 7     | 32    | 14       | .275  | .319     | .353     | .672  |
| 1973       | 巨人       | 111   | 390   | 353   | 35    | 87    | 15       | 2        | 8        | 130   | 47    | 10    | 3        | 8     | 2     | 24    | 1     | 3     | 28    | 11       | .246  | .298     | .368     | .667  |
| 1974       | 巨人       | 84    | 188   | 165   | 19    | 35    | 4        | 2        | 1        | 46    | 15    | 4     | 0        | 2     | 2     | 14    | 1     | 5     | 9     | 5        | .212  | .290     | .279     | .569  |
| 通算：11年 | 通算：11年 | 1135  | 3869  | 3478  | 453   | 923   | 138      | 24       | 57       | 1280  | 371   | 127   | 49       | 60    | 28    | 253   | 6     | 49    | 337   | 76       | .265  | .322     | .368     | .690  |

- 各年度の太字はリーグ最高

### 通算監督成績
14試合 6勝8敗 勝率.429
※ 2002年、横浜森祇晶の監督休養後の9月27日より監督代行

### 表彰
- ベストナイン：1回 （1968年）
- 日本シリーズ優秀選手賞：2回 （1970年、1971年）

### 記録
初記録
- 初出場：1964年8月8日、対大洋ホエールズ17回戦（後楽園球場）、7回裏に宮田征典の代打で出場
- 初先発出場：1964年8月9日、対大洋ホエールズ18回戦（後楽園球場）、7番・遊撃手で先発出場
- 初盗塁：同上、2回裏に二盗（投手：佐々木吉郎、捕手：島野雅亘）
- 初安打：同上、6回裏に島田源太郎から
- 初打点：1964年8月31日、対国鉄スワローズ26回戦（明治神宮野球場）、2回表に半沢士郎から二塁適時内野安打
- 初本塁打：1966年7月23日、対大洋ホエールズ15回戦（川崎球場）、8回表に秋山登から右越2ラン

節目の記録
- 1000試合出場：1973年7月8日、対中日ドラゴンズ14回戦（中日スタヂアム）、6番・二塁手で先発出場 ※史上167人目

その他の記録
- オールスターゲーム出場：6回 （1967年 - 1969年、1971年 - 1973年）

### 背番号
- 67 （1964年 - 1967年）
- 5 （1968年 - 1974年）
- 75 （1975年 - 1978年）
- 65 （1981年 - 1983年）
- 82 （1984年 - 1985年、2001年 - 2002年）
- 85 （1990年 - 1994年）
- 77 （1996年）
- 81 （1998年 - 2000年、2008年）

## 関連情報

### 解説者としての出演番組
- 次の瞬間、熱くなれ。THE BASEBALL - 出演していた、日本テレビのプロ野球中継の現行タイトル（1979年 - 1980年）
- ラジオ日本ジャイアンツナイター - ラジオ日本のプロ野球中継のタイトル（1979年 - 1980年）
- ベースボールLive - 出演していた、テレビ東京のプロ野球中継の現行タイトル（1986年 - 1989年）
- 激生!スポーツTODAY - テレビ東京
- スーパーベースボール - テレビ朝日のプロ野球中継の現行タイトル（1995年）
- 文化放送ライオンズナイター（1986年 - 1989年、1995年）
- 文化放送ホームランナイター（同上）
- J SPORTS STADIUM（西武戦、ロッテ戦、2003年 - 2007年、2009年）
- 東海ラジオ ガッツナイター（2003年 - 2007年）
- NHKプロ野球 - BS1（1997年）
- プロ野球まるごと中継 熱闘!BS11ナイター（西武戦、2009年）